# Saab 9-X Air
Saab 9-X Air – samochód koncepcyjny o nadwoziu cabrio szwedzkiej marki Saab zaprezentowany podczas targów motoryzacyjnych w Paryżu w 2008 roku.

## Historia i opis modelu

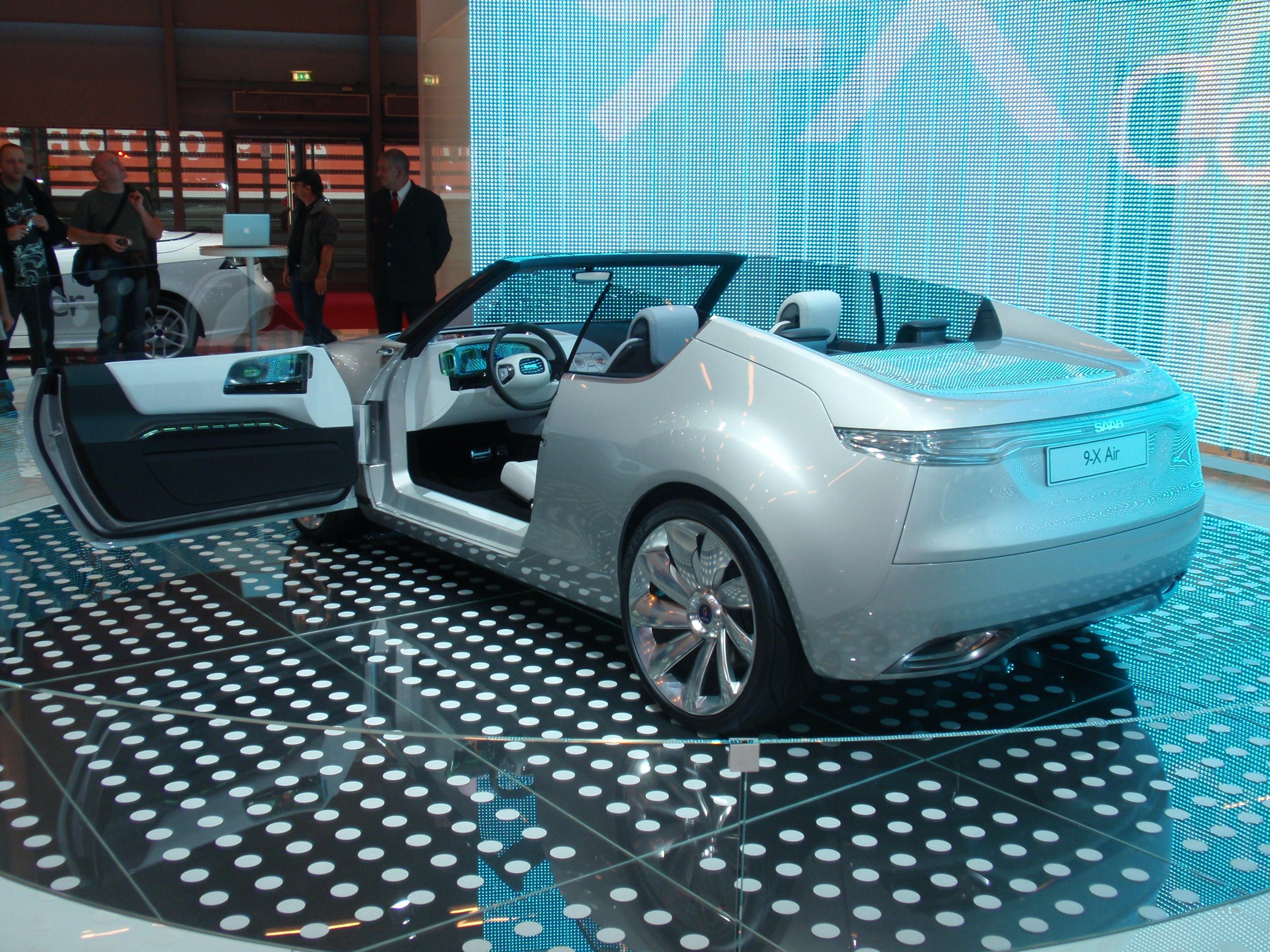
Tył 9-X Air

Model 9-X Air jest wersją cabrio zaprezentowanego pół roku wcześniej podczas targów motoryzacyjnych w Genewie modelu 9-X Biohybrid. Pojazd ukazuje, jak miały wyglądać w przyszłości modele szwedzkiej marki z otwieranym dachem typu Canopy Top oraz chowaną tylną szybą. Przy złożonym dachu i opuszczonej tylnej szybie pasażerowie pojazdu cieszyć się mogą jazdą autem bez uderzeń strug powietrza.
Samochód posiada czyste, wyrzeźbione kontury, które nadają świeżości inspirowanemu skandynawskimi motywami etosowi projektowania oraz lotniczemu dziedzictwu. Sylwetka posiada minimalne zwisy z przodu i tyłu pojazdu uzupełnione pojedynczą linią okien oraz motywami lodowego bloku w oświetleniu.
Dach Canopy Top został wykonany z materiału, a nie metalu, co pozwala zmniejszyć ciężar oraz zapewnić efektywne jego składanie. Jest on obsługiwany automatycznie i składa się w formie trzech małych części, w tyle samochodu pod pokrywą w przedziale bagażnika. Szyba tylna między wspornikami wsuwa się automatycznie pod spód podniesionej pokrywy i umożliwia złożenie Canopy Top. Następnie szyba ta powraca na swe miejsce, zapewniając pełne otoczenie szkłem kabiny, przy otwartej górze.
W modelu 9-X Air styliście zrezygnowali z pokrywy bagażnika. W zamian pojazd posiada duży przedział bagażowy, zdolny pomieścić dwie torby golfowe, wysuwający się spod listwy z tylnymi światłami. W celu zmniejszenia ciężaru, wspomagany jest on za pomocą sprężyn, bez dodatkowego zasilania oraz bez wysiłku przesuwa się na rolkach.
Dzięki współpracy z firmą Sony Ericsson wypuszczony został model Sony Xperia X1 przystosowany do sterowania niektórymi funkcjami pojazdu. Za pomocą telefonu w pojeździe otworzyć można drzwi, włączyć światła, zmienić ustawienia elektrycznych foteli oraz otworzyć schowek.

### Silnik
| Model              | Pojemność skokowa [cm³] | Typ silnika        | Rodzaj silnika     | Średnica tłoka [mm] | Stopień sprężania  | Moc maksymalna [KM] (kW) przy obr./min  | Maks. moment obrotowy [Nm] przy obr./min | Przyspieszenie 0-100 km/h [s] | Prędkość maks. [km/h] | Średnie spalanie [l/100 km] |
| Silniki benzynowe: | Silniki benzynowe:      | Silniki benzynowe: | Silniki benzynowe: | Silniki benzynowe:  | Silniki benzynowe: | Silniki benzynowe:                      | Silniki benzynowe:                       | Silniki benzynowe:            | Silniki benzynowe:    |                             |
| ------------------ | ----------------------- | ------------------ | ------------------ | ------------------- | ------------------ | --------------------------------------- | ---------------------------------------- | ----------------------------- | --------------------- | --------------------------- |
| 1.4 Turbo          | 1400                    | R4 DOHC            | Turbodoładowany    | 74,3                | 10,2:1             | E85: 200 (147)/5000 E95: 170 (125)/5200 | E85: 280/1750-5000 E95: 230/1500-5200    | E85: 7,9 E95: 8,3             | E85: 216 E95: 192     | E85: 6,4 E95: 4,9           |